# The Whole Wide World
The Whole Wide World é um filme estadunidense de 1996, dirigido por Dan Ireland e estrelado por Vincent D'Onofrio e Renée Zellweger. O filme foi adaptado por Michael Scott Myers, com base nos livros de Novalyne Price Ellis, One Who Walked Alone e Day of the Stranger: Further Memories of Robert E. Howard. As canções para o filme foram compostas por Harry Gregson-Williams e Hans Zimmer.

## Elenco
- Vincent D'Onofrio como Robert E. 'Bob' Howard
- Renée Zellweger como Novalyne Price
- Libby Villari como Etna Reed Price, mãe de Novalyne
- Ann Wedgeworth como Mrs. Howard
- Harve Presnell como  Dr. Howard
- Benjamin Mouton como Clyde Smith
- Michael Corbett como prefeito Booth Adams
- Helen Cates como Enid